# Odensåkers kyrka
Odensåkers kyrka är en kyrkobyggnad som sedan 2009 tillhör Ullervads församling (tidigare Odensåkers församling) i Skara stift. Den ligger i den sydöstra delen av Mariestads kommun.

## Kyrkobyggnaden
Den ursprungliga kyrkan uppfördes på tidig medeltid. Ett kyrktorn uppfördes troligen vid början av 1700-talet och 1728 uppfördes ett tresidigt kor i öster som ersatte ett smalare kor med halvrund absid. Åren 1758-1759 förlängdes långhuset åt öster och breddades åt norr. Taket är av tjärat spån. Det finns bevarade kryssvalv med senmedeltida kalkmålningar.

## Inventarier
- Dopfunten är från medeltiden.
- Altaruppsatsen och predikstolen i rokoko är tillverkade 1770 av mäster Olof Wedholm, Råstads by i Odensåker.

### Klockor
- Storklockan är av en senmedeltida typ med en inskription bestående endast av de två versalerna M O av oviss betydelse.
- Lillkockan göts om 1749. Hur den såg ut dessförinnan är okänt.[1]

### Orgel
- Orgeln är tillverkad 1907 av Carl Axel Härngren och placerad på läktaren i väster. Det är en mindre senromantisk koralorgel, som disponerades om i orgelrörelsens anda 1953. Originaldispositionen återställdes vid restaureringen 2009 av Sven-Anders Torstensson. Den har stum fasad och sju stämmor fördelade på manual och pedal.[2]

## Bilder

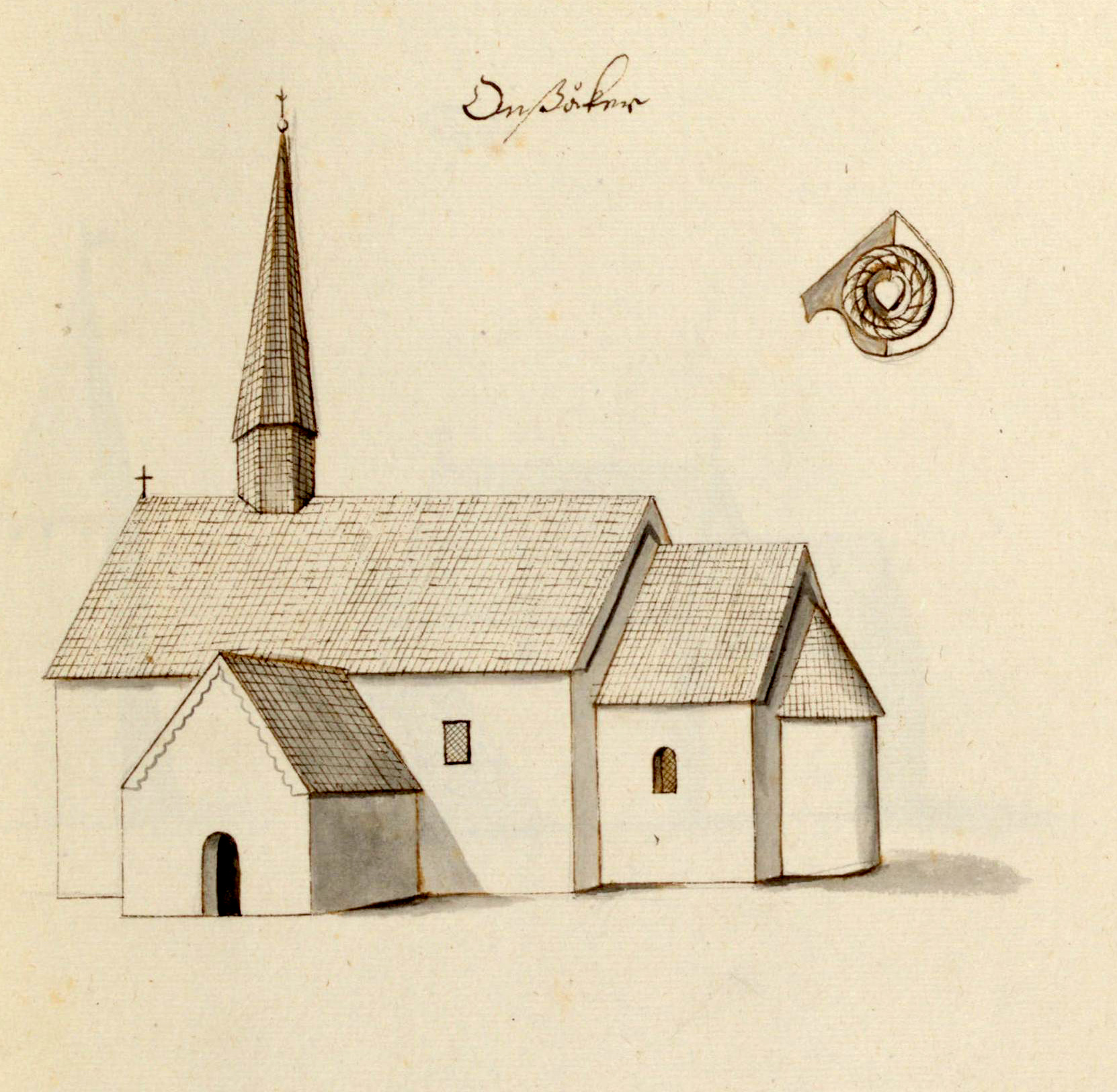
Kyrkan på teckning omkring 1670.
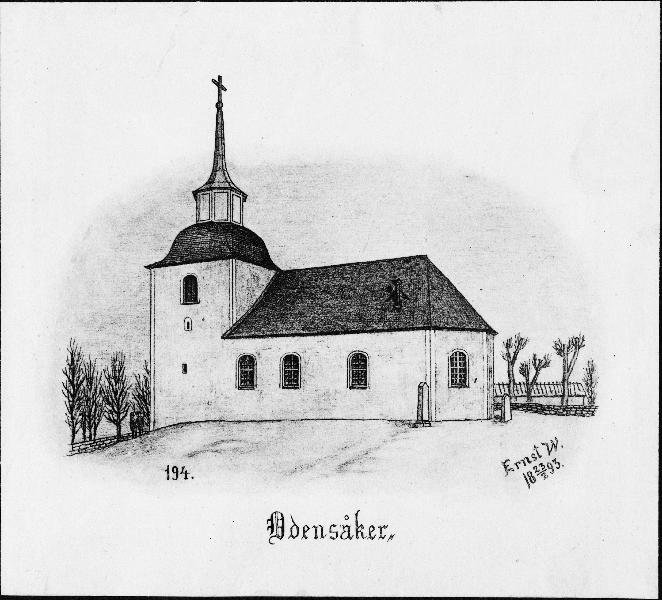
Kyrkan på teckning från 1893.
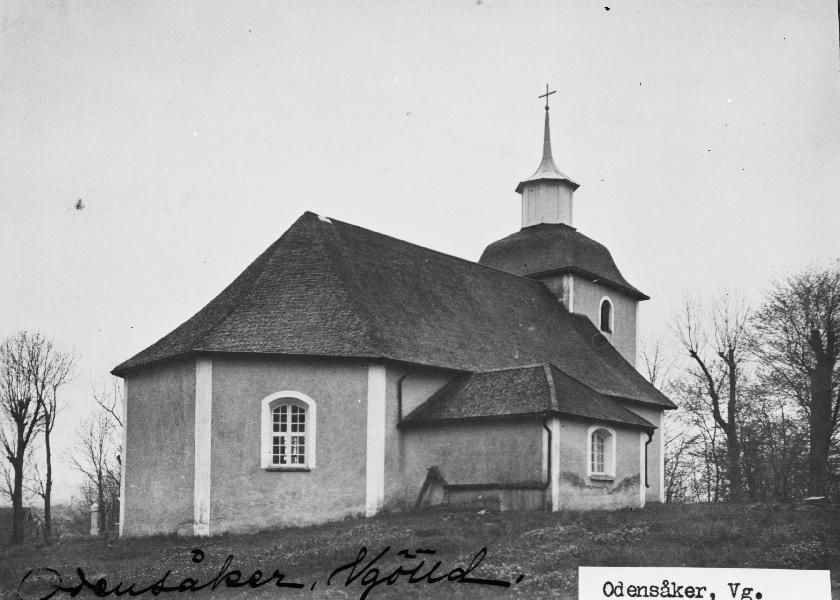
Kyrkan på äldre foto.
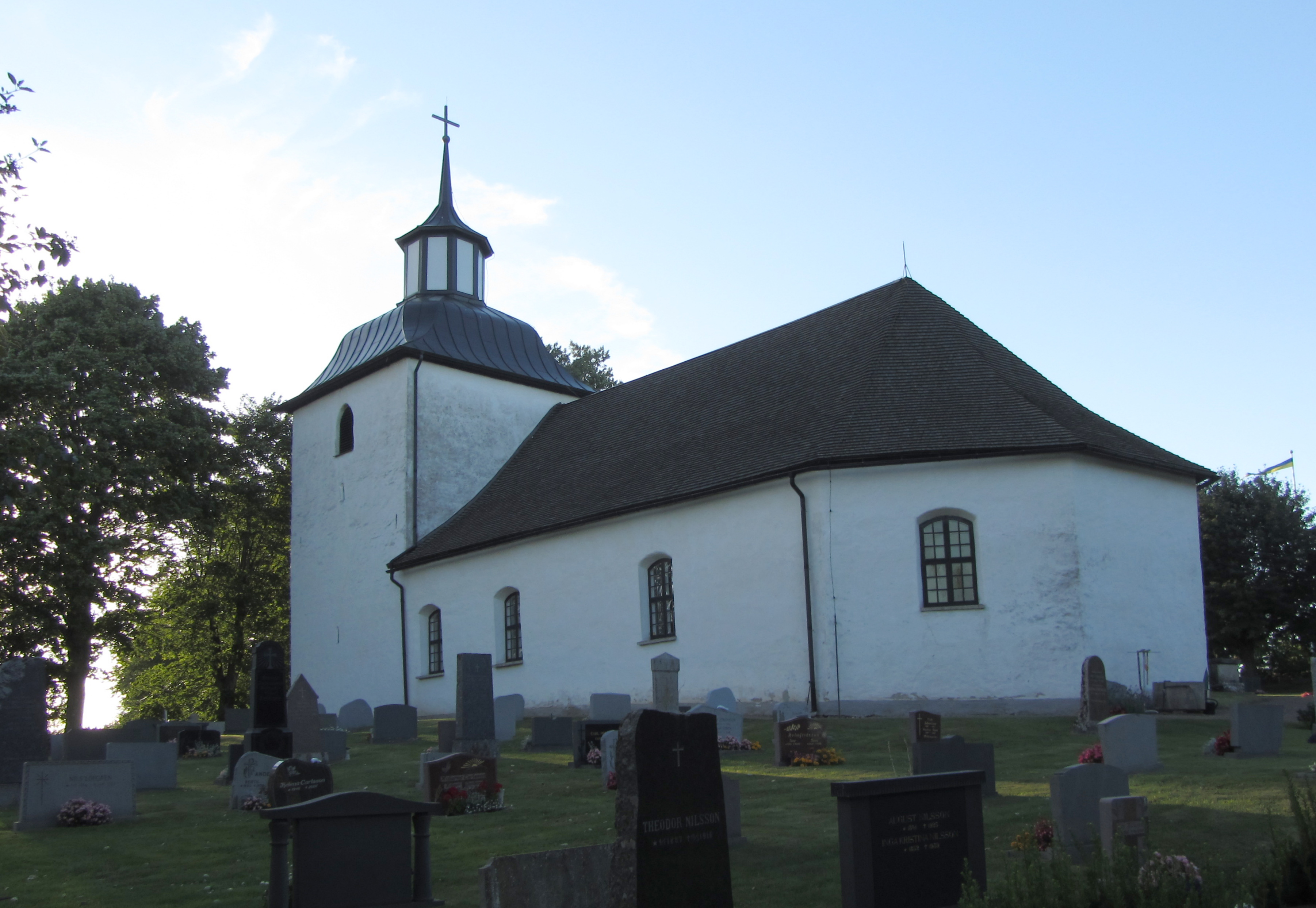
Exteriör 2015.